# Соломонів суд

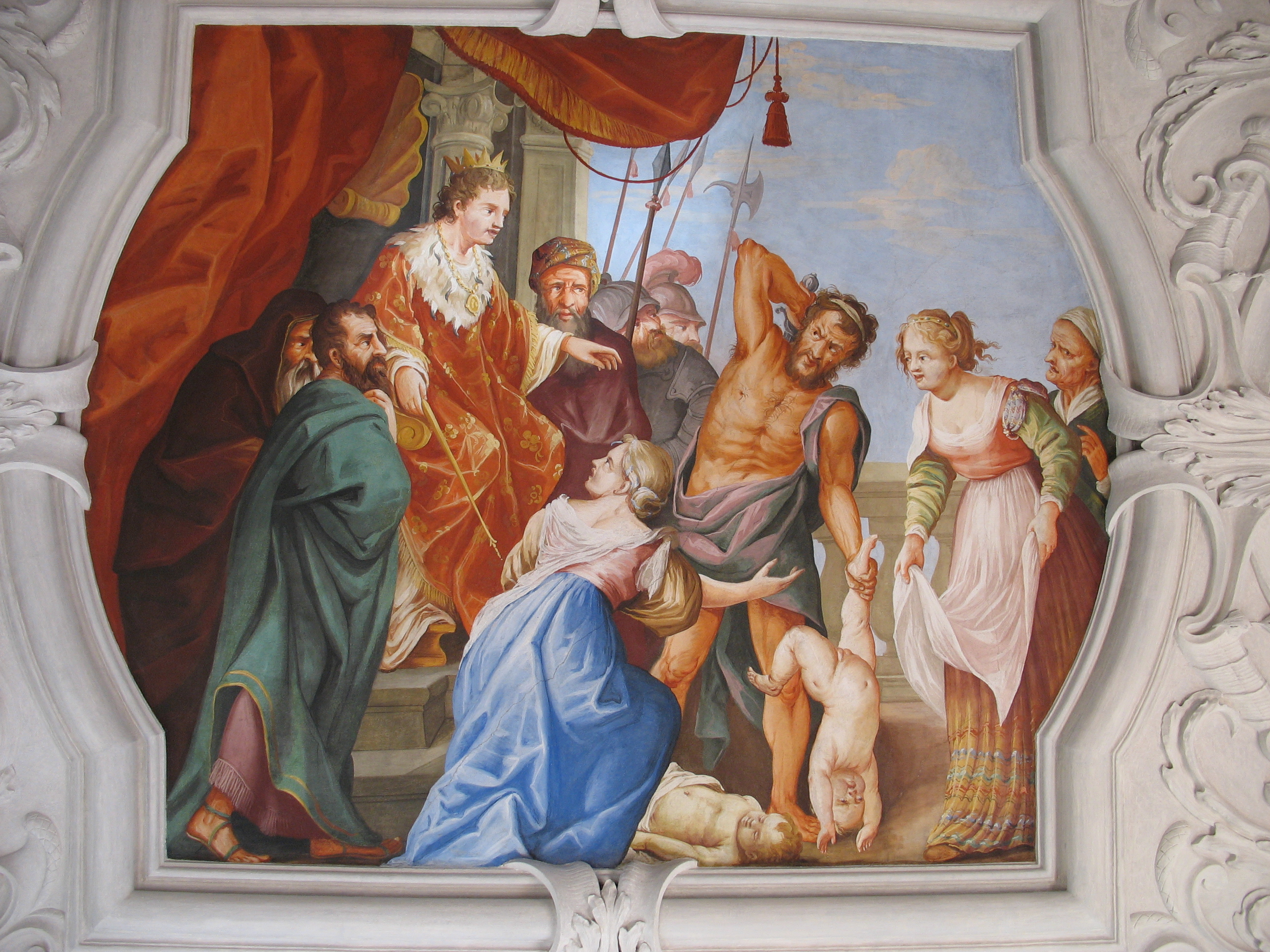
Суд Соломона. Фреска. Фрауенберг. Штирія

Соломо́нів суд — біблійна розповідь про те, як цар Соломон розсудив двох жінок, що сперечалися за дитину. Історія стала взірцем свідчення мудрості. 
Історію про суд Соломона викладено в Першій книзі царів:3-16:28. У довільному переказі вона виглядає так:
Одного разу Соломон сидів на троні та до нього підійшли дві жінки. В одної було мертве, а в другої — живе дитя. Цар сказав, щоб дитину розрубали на дві частини та віддали їм. Перша сказала: «Рубайте, щоб не дісталося ні їй, ні мені», а друга сказала, щоб віддали дитину першій жінці. Соломон віддав дитину другій жінці.
Розповідь про Соломонів суд стала натхненням для численних творів мистецтва, серед яких фреска Рафаеля Санті, гравюра Гюстава Доре, ілюстрація Міхаеля Вольгемута в Нюрнберзькій хроніці, картини Андреа Мантенья та Нікола Пуссена, рельєф на палаці Дожів у Венеції тощо.   